# Domenico Agostini
Domenico Agostini (31 de mayo de 1825 - 31 de diciembre de 1891) fue un cardenal católico italiano y patriarca de Venecia.
Nacido cerca de Treviso, estudió en el seminario local y luego en la Universidad de Padua . Se doctoró en filosofía y derecho, pero abandonó el estado clerical para unirse a la milicia ciudadana durante la guerra con Austria en el período 1848-1850. Recibió las órdenes menores en 1850, tras reincorporarse al estado clerical.
Fue ordenado sacerdote el 26 de enero de 1851 en Venecia e incardinado en la diócesis de Treviso. Fue nombrado obispo de Chioggia el 27 de octubre de 1871. El 22 de junio de 1877 fue elevado a la sede patriarcal de Venecia.
Agostini fue creado cardenal presbítero en el consistorio del 27 de marzo de 1882 por el papa León XIII con el título de Sant'Eusebio. Optó por el título de Santa Maria della Pace el 7 de junio de 1886.
El cardenal Agostini murió en la víspera de Año Nuevo de 1891 y fue enterrado en el cementerio de San Michele en la Isla de San Michele en Venecia.